# Barmenia
Die Barmenia Versicherungen (kurz Barmenia) sind eine unabhängige Versicherungsgruppe mit Sitz in Wuppertal, von deren Stadtteil Barmen sich der Name der Versicherung ableitet.

## Geschichte

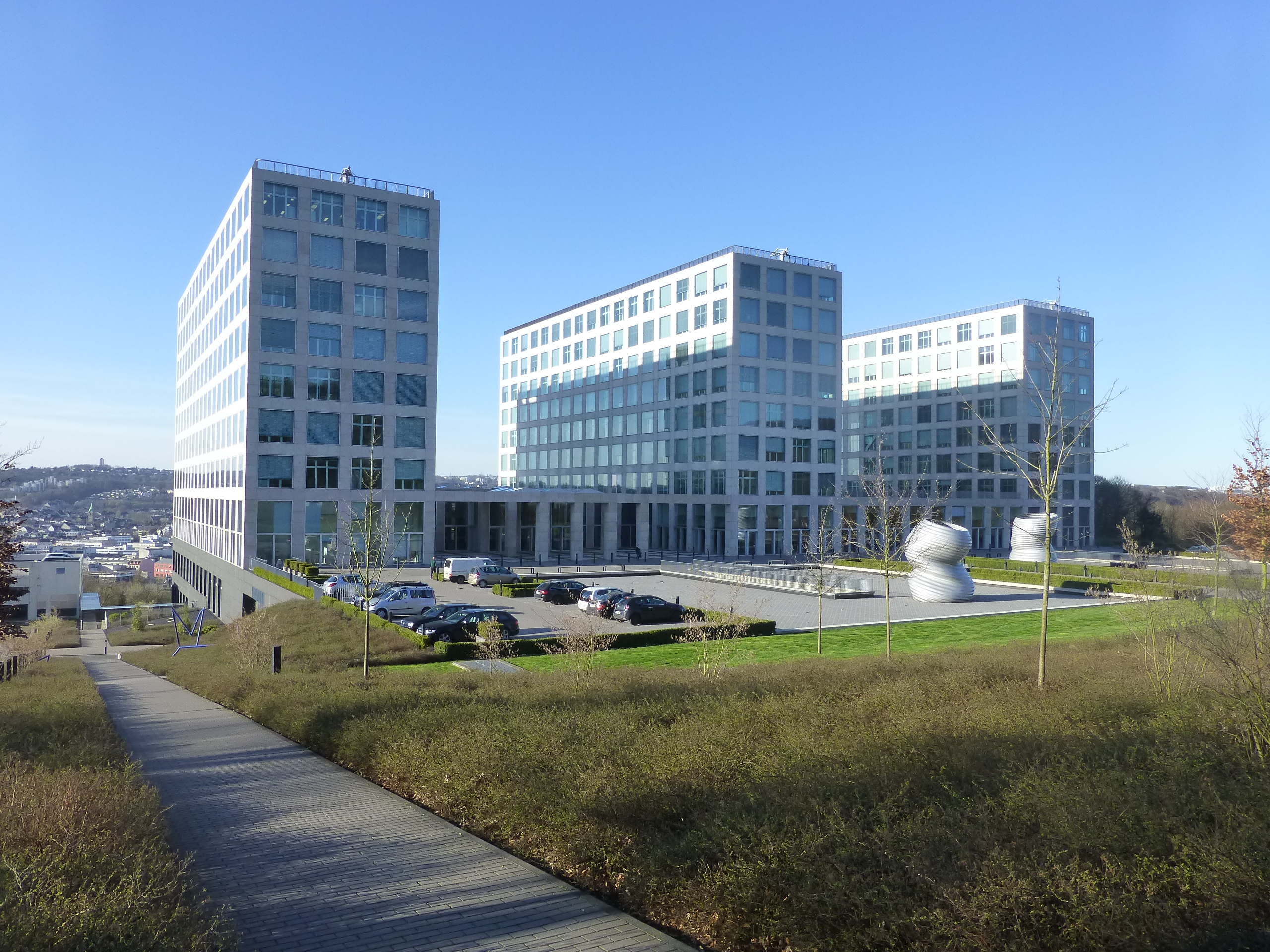
Verwaltungsgebäude in Wuppertal

Die heutige Barmenia Krankenversicherung AG wurde 1904 ursprünglich als Gewerbekrankenkasse zu Leipzig gegründet. Das Geschäftsgebiet war zunächst auf die Kreishauptmannschaft Leipzig begrenzt. 1905 firmierte die Kasse auf Friedrich August Bürgerliche Versicherungsbank a. G. zu Leipzig um. 1909 erweiterte die Kasse ihr Geschäftsgebiet auf das gesamte Königreich Sachsen und nannte sich Friedrich August Sächsische Versicherungsbank a. G. zu Leipzig. Zur Vereinigung mit der Gewerbe- und Handwerkerkrankenkasse für das Königreich Sachsen – Versicherungsverein auf Gegenseitigkeit (VaG) zu Leipzig kam es 1923. Der Versicherungsverein hieß von da an Versicherungs-Anstalt für Beamte und freie Berufe VaG. Schließlich fand 1930 eine Umbenennung in Leipziger Verein für Krankenversicherung der Beamten und freien Berufe a. G. statt. Die Lebensversicherung erhielt den Namen Leipziger Verein für Lebensversicherung auf Gegenseitigkeit.
1922 ging als weiterer Zweig der in Barmen (heute zu Wuppertal) ansässigen größten deutschen Krankenkasse, der Barmer Ersatzkasse, die Barmenia Versicherungsbank für Mittelstand und Beamte VaG zu Barmen als späterer Namensgeber hervor. Im Jahr 1926 folgte die Gründung der Barmenia Lebensversicherung-AG zu Barmen und 1928 die Gründung der Leipziger Fürsorge Lebensversicherung a. G. 1931 fusionierten die beiden Kranken- und Lebensversicherungsunternehmen. Die Unternehmen Leipziger Verein-Barmenia Krankenversicherung für Beamte, freie Berufe und Mittelstand a. G. und Leipziger Verein-Barmenia Lebensversicherung a. G. hatten ihren Sitz in Leipzig.
Die Geschäftspolitik der Leipziger Verein-Barmenia Krankenversicherung war durch einen starken Antisemitismus geprägt. So bezeichnete im Jahr 1931 das Vorstandsmitglied Max Teichmann Juden als das „denkbar schlechteste Risiko“, da sie angeblich Krankheitssymptome bewusst übertrieben. Die Krankenversicherung gehörte ab 1932 zu den Förderern des Nationalen Krankenversicherungsvereins, der vor allem Mitglieder der NS-Bewegung versicherte. Die Bezirksdirektion Hamburg beschäftigte ab Dezember 1933 keine Juden mehr und schloss keine neue Versicherungen mehr mit Juden ab. In den folgenden Jahren wurde jüdischen Versicherten die Gewinnbeteiligung vorenthalten und Anfang 1939 begann die Leipziger Verein-Barmenia Krankenversicherung, mit 800.000 Versicherten größter privater Versicherer in Deutschland, mit dem Ausschluss durch Leistungsverweigerung. Die entsprechende Anweisung erließ das Reichsaufsichtsamt erst im April 1940. Der „nationalsozialistische Musterbetrieb“ erhielt Zulassungen für den neuen Reichsgau Danzig-Westpreußen, Luxemburg und Belgien und eröffnete Geschäftsstellen in Kattowitz und Prag.
Die Folgen des Zweiten Weltkriegs waren für beide Unternehmen schwerwiegend. Private Versicherungsunternehmen wurden verboten, ihr Vermögen beschlagnahmt.

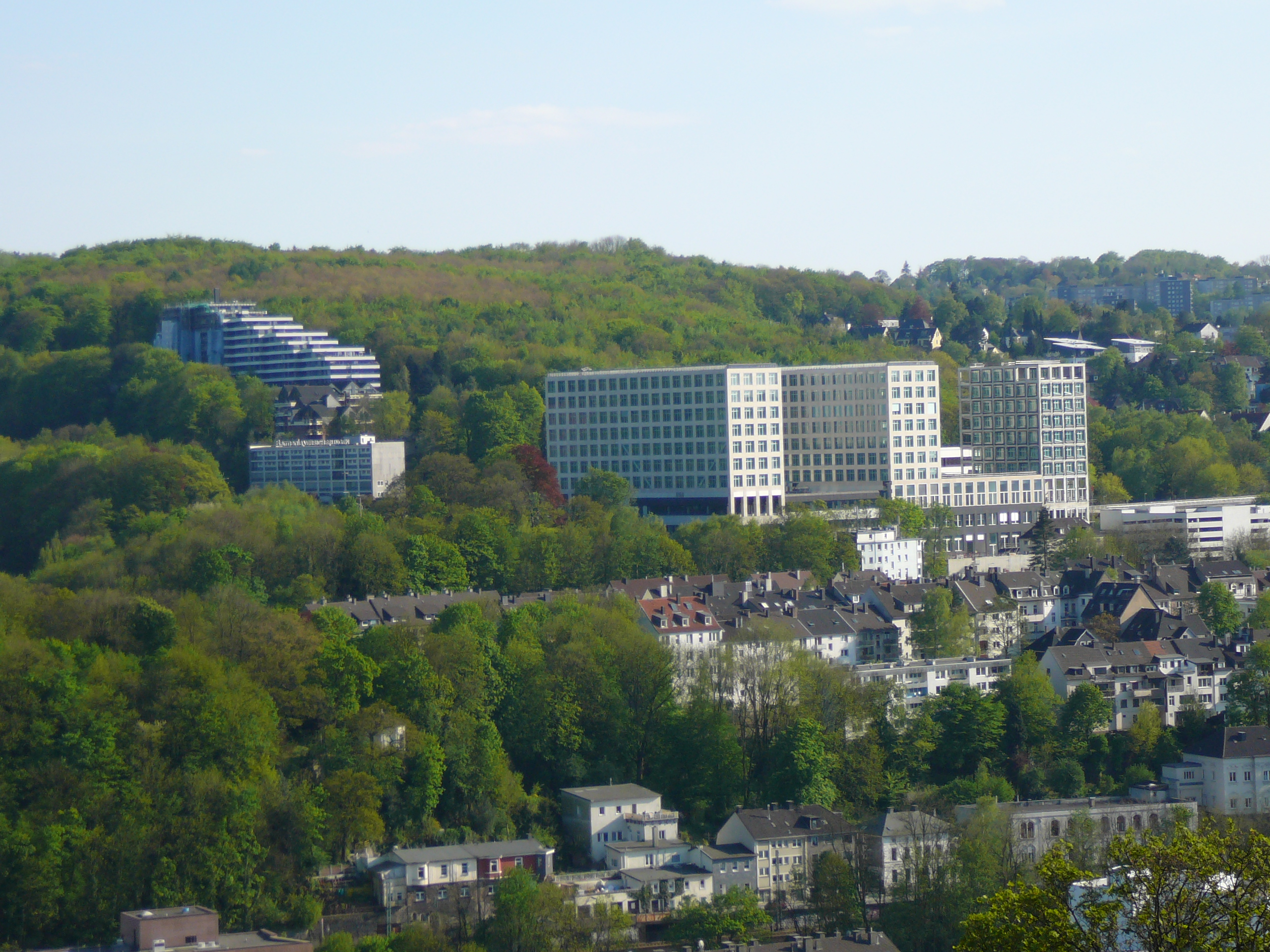
Das Verwaltungsgebäude in Wuppertal, im Vordergrund der damals im Bau befindliche Neubau (Mai 2008)

In der sowjetischen Zone war ein Weiterarbeiten der Unternehmen unmöglich geworden. 1951 verlagerte die Lebensversicherung ihren Sitz nach Hamburg, die Krankenversicherung zog nach Wuppertal. In Wuppertal wurde 1958 die Barmenia Allgemeine Versicherungs-AG gegründet. Im Jahre 1966 zogen die Barmenia Krankenversicherung und die Barmenia Allgemeine an den heutigen Standort in der Kronprinzenallee. 1971 verlegte schließlich auch die Barmenia Lebensversicherung a. G. ihren Sitz von Hamburg nach Wuppertal. Nach der Wiedervereinigung konnte die Barmenia wieder an ihren Stammsitz in Leipzig zurückkehren, wo sie im Jahr 1990 eine Bezirksdirektion eröffnete. 2010 wurde der Neubau der Hauptverwaltungen an ihrem angestammten Platz in der Kronprinzenallee in Wuppertal eröffnet, der seit Mai 2012 auf dem betreffenden Teilstück Barmenia-Allee heißt. Seit 2016 ist die Barmenia Haupt- und Trikotsponsor des Fußball-Bundesligisten Bayer 04 Leverkusen.
Im Jahr 2019 hat die Barmenia ihre Gruppenstruktur geändert. Die Barmenia Krankenversicherung a. G. (heute Barmenia Versicherungen a. G.) übertrug am 2. September 2019 den Geschäftsbetrieb und Versicherungsbestand auf ihre 100-prozentige Tochtergesellschaft, die Barmenia Krankenversicherung AG. Die Barmenia Krankenversicherung AG trat in sämtliche Rechte und Pflichten der von der Barmenia Krankenversicherung a. G. übernommenen Versicherungsverträge ein. Die Vereinsmitgliedschaft dagegen verbleibt bei der Barmenia Versicherungen a. G. als Obergesellschaft.
2020 erwarb die Barmenia eine Sperrminorität von 25,1 % am 2000 gegründeten Liechtensteiner Lebensversicherer PrismaLife. Anfang 2023 übernahm sie die Mehrheit am Unternehmen, der von der Barmenia gehaltene Anteil wurde um 50 % auf 75 % aufgestockt.
Im Juli 2024 fusionierte Barmenia mit Genehmigung des Bundeskartellamtes (unter dem Präsidium von Andreas Mundt) mit dem deutschen Versicherungskonzern Gothaer.

## Geschäftsfelder
Die Barmenia Versicherungen sind ein Allspartenversicherer. Der umsatzstärkste Bereich sind dabei die Krankenversicherungen, gefolgt von Lebensversicherungen. Außerdem gehören Unfall- und Kraftfahrzeugversicherungen sowie Haftpflicht- und Sachversicherungen zum Angebot. Insgesamt hat die Gruppe im Jahr 2020 Beitragseinnahmen von rund 2,34 Mrd. Euro erzielt, bei einem Bestand von über 2,5 Millionen Versicherungsverträgen. Für die Barmenia sind über 3.800 Mitarbeiter im Innen- und Außendienst sowie über 13.652 Makler tätig. Am Hauptsitz der Barmenia in Wuppertal arbeiten über 1.700 Mitarbeiter sowie 72 Auszubildende. Mit ihren Hauptverwaltungen, 34 Bezirksdirektionen, sieben Maklerdirektionen, 17 Bezirksleitungsbüros und einer Vielzahl von Agenturen sind die Barmenia Versicherungen im gesamten Bundesgebiet tätig. (Stand 31. Dezember 2020) Seit 2015 wird am Wuppertaler Hauptstandort klimaneutral gewirtschaftet. Im Jahr 2015 wurde die Barmenia vom NRW-Umweltminister als Leuchtturm ausgezeichnet.
So enthält das Angebot viele digitale Services, die den Alltag der Kunden erleichtern sollen. So besteht unter anderem die Möglichkeit, telemedizinische Leistungen und eine persönliche Gesundheitsassistentin als App zu nutzen. Daneben bietet die Barmenia Disease-Management-Programme, die bei psychischen Leiden, Diabetes oder Rückenleiden unterstützen.

## Unternehmensstruktur
- Die Barmenia Versicherungen und Lebensversicherung werden in der Rechtsform des Versicherungsvereins auf Gegenseitigkeit geführt. Die Kunden der Versicherungsvereine sind gleichzeitig Mitglieder.[18] Der Vorstand der beiden Versicherungsvereine auf Gegenseitigkeit setzt sich zusammen aus Andreas Eurich (Vorstandsvorsitzender) sowie Ulrich Lamy, Frank Lamsfuß und Carola Schroeder.[19]
- Die Barmenia Krankenversicherung AG, gegründet 1904, ist das größte Unternehmen der Unternehmensgruppe und wird in der Rechtsform einer Aktiengesellschaft geführt. Sie betreibt die Krankenversicherung und bietet in erster Linie Krankheitskostenvollversicherungen sowie Krankheitskostenergänzungsversicherungen und Pflegeversicherungen an.[20]
- Die Barmenia Lebensversicherung a. G., gegründet 1928, bildet zusammen mit der Barmenia Versicherungen a. G. einen Gleichordnungskonzern, der sich durch einheitliche Führung ohne kapitalmäßige Beteiligung auszeichnet.
- Die Barmenia Allgemeine Versicherungs-AG, gegründet 1957, betreibt alle weiteren Versicherungszweige, insbesondere die Sach-, Haftpflicht-, Unfall- und Kraftfahrzeugversicherungen. Die Aktien befinden sich zu 100 Prozent im Besitz der Barmenia Versicherungen a. G.

- Die ADCURI GmbH, gegründet 2009, ist eine 100-prozentige Tochter der Barmenia Allgemeine Versicherungs-AG. Gegenstand der Gesellschaft ist es, Versicherungsprodukte zu vertreiben und die Vertragsverwaltung von Versicherungsverträgen im Auftrag des Versicherers zu übernehmen.
- Die Barmenia Beteiligungsgesellschaft mbH, gegründet 1994, hält Anteile an konzernfremden Unternehmen sowie Grundstücken.
- Die DASG Deutsche Assekuranzservice GmbH ist eine 100-prozentige Tochter der Barmenia Krankenversicherung AG.
- Die ForumFinanz Vermögensberatungs- und Vermittlungs-AG ist eine 100-prozentige Tochter der Barmenia Krankenversicherung AG.
- Die Servicegesellschaft für Beratungsleistung ist eine 100-prozentige Tochter der Barmenia Krankenversicherung AG.
- Die Barmenia IT+ GmbH befindet sich zu 76 Prozent im Besitz der Barmenia Krankenversicherung AG.
- Die Barmenia Next Strategies GmbH (BNS) befindet sich zu je 50 Prozent im Besitz der Barmenia Krankenversicherung AG und der Barmenia Lebensversicherung a. G.

2020 beliefen sich die Beiträge der drei Unternehmen insgesamt auf rund 2,34 Milliarden Euro.

## Kritik
Am 4. September 2012 zeigte das Magazin Panorama eine Dokumentation, in der kritisiert wurde, dass durch die Barmenia-Unfallversicherung die Zahlung von Versicherungsleistungen verhindert oder verzögert werde.